# Henk Schouten
Henk Schouten (Rotterdam, 16 aprile 1932 – Rotterdam, 18 aprile 2018) è stato un calciatore olandese, di ruolo centrocampista.

## Biografia
Era il prozio di Jerdy Schouten, centrocampista attualmente in forza al PSV.

## Carriera

### Club
Schouten inizia a giocare nelle giovanili dell'Excelsior dove esordisce in prima squadra nel 1950. Nel 1954 passa all'Holland Sport dove rimane però per una sola stagione prima di passare al Feyenoord. Schouten gioca nella squadra di Rotterdam per otto stagioni nelle quali vince per due volte il campionato olandese; nel 1963 torna all'Excelsior e vi rimane fino al 1967, anno del ritiro.

### Nazionale
Schouten ha giocato in totale due partite per la Nazionale olandese, la prima il 1º maggio 1955 a Dublino contro l'Irlanda e la seconda il 12 novembre 1961 ad Amsterdam contro il Belgio.

## Statistiche

### Cronologia presenze e reti in nazionale
| Cronologia completa delle presenze e delle reti in nazionale ― Paesi Bassi | Cronologia completa delle presenze e delle reti in nazionale ― Paesi Bassi | Cronologia completa delle presenze e delle reti in nazionale ― Paesi Bassi | Cronologia completa delle presenze e delle reti in nazionale ― Paesi Bassi | Cronologia completa delle presenze e delle reti in nazionale ― Paesi Bassi | Cronologia completa delle presenze e delle reti in nazionale ― Paesi Bassi | Cronologia completa delle presenze e delle reti in nazionale ― Paesi Bassi | Cronologia completa delle presenze e delle reti in nazionale ― Paesi Bassi |
| Data                                                                       | Città                                                                      | In casa                                                                    | Risultato                                                                  | Ospiti                                                                     | Competizione                                                               | Reti                                                                       | Note                                                                       |
| -------------------------------------------------------------------------- | -------------------------------------------------------------------------- | -------------------------------------------------------------------------- | -------------------------------------------------------------------------- | -------------------------------------------------------------------------- | -------------------------------------------------------------------------- | -------------------------------------------------------------------------- | -------------------------------------------------------------------------- |
| 1-5-1955                                                                   | Dublino                                                                    | Irlanda                                                                    | 1 – 0                                                                      | Paesi Bassi                                                                | Amichevole                                                                 | -                                                                          |                                                                            |
| 12-11-1961                                                                 | Amsterdam                                                                  | Paesi Bassi                                                                | 0 – 4                                                                      | Belgio                                                                     | Amichevole                                                                 | -                                                                          |                                                                            |
| Totale                                                                     |                                                                            | Presenze                                                                   | 2                                                                          |                                                                            | Reti                                                                       | 0                                                                          |                                                                            |

## Palmarès
- Campionato olandese: 2

Feyenoord: 1960-1961, 1961-1962